# Anna Mielcarek
Anna Mielcarek (ur. 23 listopada 1990) – polska lekkoatletka, chodziarka.

## Życiorys
Szósta zawodniczka mistrzostw świata juniorów młodszych w chodzie na 5000 metrów (2007).
Dwukrotna reprezentantka Polski w pucharze świata w chodzie, według stanu na rok 2016 była najmłodszą zawodniczką, która uplasowała się w czołowej ósemce tych zawodów (zajmując 7. miejsce w chodzie na 10 km juniorek w 2006 miała 15 lat i 172 dni).
Dwukrotna reprezentantka Polski w pucharze Europy w chodzie.
Złota medalistka mistrzostw Polski młodzików, juniorów młodszych oraz juniorów. Dwukrotna medalistka halowych mistrzostw kraju w kategorii seniorów w chodzie na 3000 metrów (srebro w 2008 oraz brąz w 2007).
Rekordzistka Polski w juniorskich kategoriach wiekowych.
Karierę sportową zakończyła mając niespełna 19 lat.

## Rekordy życiowe
- Chód na 5000 metrów – 22:58,94 (2007)
- Chód na 10 kilometrów – 47:55 (2007)
- Chód na 3000 metrów (hala) – 13:21,05 (2008)